# Olulis luga
Olulis luga är en fjärilsart som beskrevs av Swinhoe 1901. Olulis luga ingår i släktet Olulis och familjen nattflyn. Inga underarter finns listade i Catalogue of Life.